# MacArthur Lane
MacArthur Lane (Oakland, 16 marzo 1942 – Oakland, 4 maggio 2019) è stato un giocatore di football americano statunitense che ha militato nel ruolo di running back nella National Football League (NFL).

## Carriera
Lane fu scelto come 13º assoluto nel Draft NFL 1968 dai St. Louis Cardinals. Nel 1970 fu convocato per il suo unico Pro Bowl dopo avere guidato la NFL con 11 touchdown su corsa. Dopo quattro stagioni fu scambiato con i Green Bay Packers per Donny Anderson nel 1972. In coppia con l'altro running back John Brockington, i Packers vinsero la division e tornarono ai playoff per la prima volta dal 1967. Sotto la direzione del nuovo capo-allenatore Bart Starr nel 1975, Lane fu scambiato con i Kansas City Chiefs a luglio per una futura scelta del draft. Disputò le sue ultime quattro stagioni con i Chiefs e nel 1976 guidò la NFL in ricezioni con 66. Il 1º ottobre 1978 fece registrare 144 yard corse nella sconfitta per 13-28 contro i Buffalo Bills all'età di 36 anni e 199 giorni, un record ancora imbattuto come il più vecchio giocatore a correre 100 yard in una partita.

## Palmarès
- Convocazioni al Pro Bowl: 1

1970
- Leader della NFL in touchdown su corsa: 1

1970